# 難兄難弟 (韓國電影)
《難兄難弟》（韓語：방가?방가!），是一部2010年上映的韓國電影。

## 劇情介紹
為了獲得工作，假扮成不丹人方嘉的窮小子方泰植（金吝勸飾）、崇尚自然的麥可、對外貌富有自信、天卻不從己願的查理……一群來自四面八方的遜咖齊聚一堂，竟獲得了終能出頭天的契機，順應全球化的年代，找到各自的新人生方向，其中亦不乏一連串的爆笑事件。

## 演員陣容
- 金吝勸 飾 方泰植
- 金正泰 飾 勇哲
- 申正根 飾 崔班長